# Dergneau

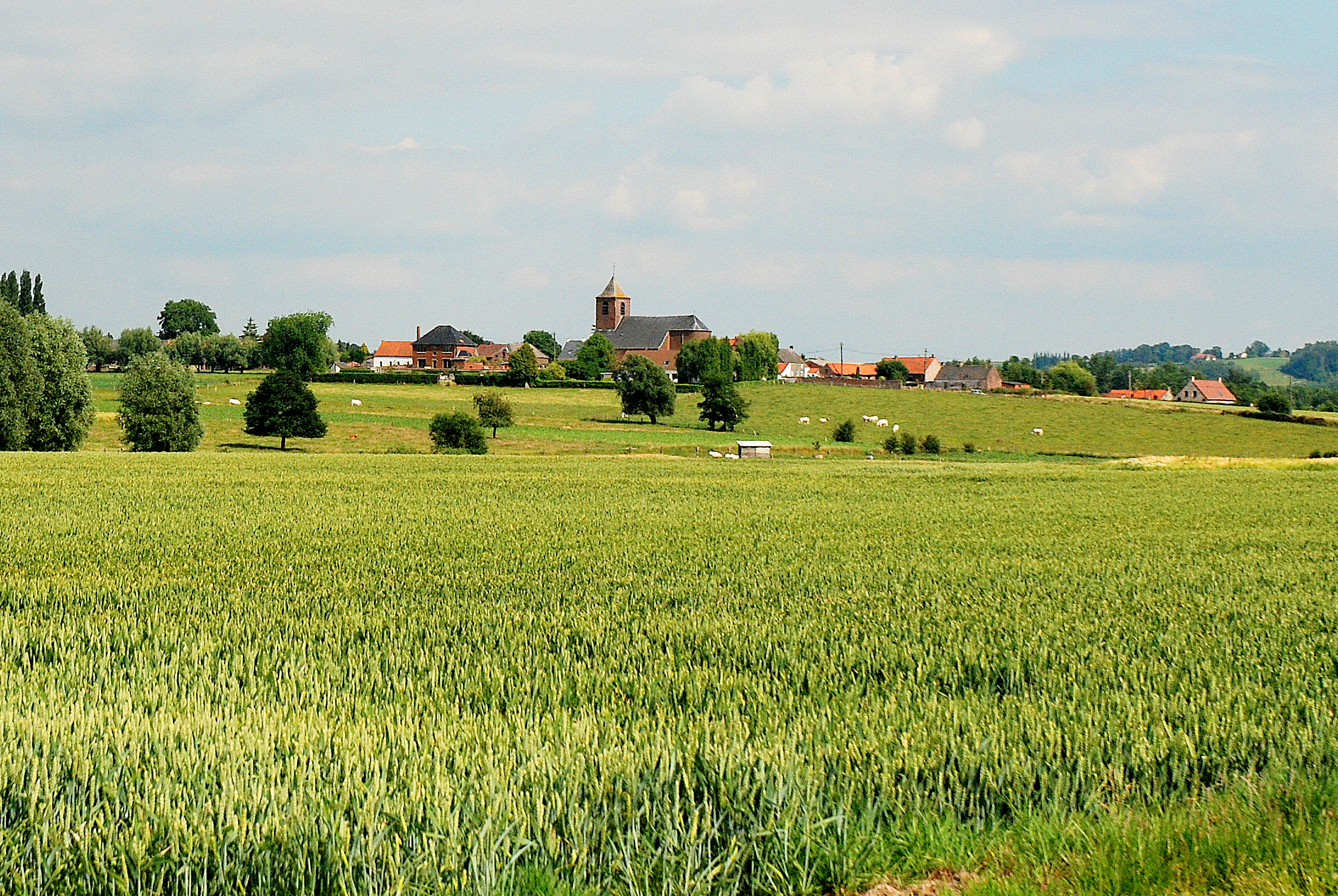
Dergneau

Dergneau is een dorp in de Belgische provincie Henegouwen, en een deelgemeente van de Waalse gemeente Frasnes-lez-Anvaing.
Dergneau was een zelfstandige gemeente, tot die bij de gemeentelijke herindeling van 1977 toegevoegd werd aan de gemeente Frasnes-lez-Anvaing.

## Bezienswaardigheden
- De Sint-Servatiuskerk (Église Saint-Servais), een classicistisch bouwwerk van 1777-1779. De kerk bevat enkele beelden uit de 16e en 17e eeuw.

## Natuur en landschap
Dergneau ligt op een hoogte van 41 meter.

## Demografische ontwikkeling
- Bronnen:NIS, Opm:1831 tot en met 1970=volkstellingen, 1976= inwoneraantal op 31 december

## Nabijgelegen kernen
Ainières, Anvaing, Saint-Sauveur, Wattripont, Ronse